# Бжезя
Бжезя (пол. Brzezia) — село в Польщі, у гміні Санники Ґостинінського повіту Мазовецького воєводства.
Населення — 317 осіб (2011).
У 1975-1998 роках село належало до Плоцького воєводства.

## Демографія
Демографічна структура станом на 31 березня 2011 року:
|          | Загалом | Допрацездатний вік | Працездатний вік | Постпрацездатний вік |
| -------- | ------- | ------------------ | ---------------- | -------------------- |
| Чоловіки | 156     | 39                 | 101              | 16                   |
| Жінки    | 161     | 35                 | 89               | 37                   |
| Разом    | 317     | 74                 | 190              | 53                   |